# ثقافة كردية
الثقافة الكردية هي مجموعة من السمات الثقافية المميزة التي يمارسها الشعب الكردي. الثقافة الكردية هي إرث من الشعوب القديمة الذين شكل الكرد الحديث ومجتمعهم. بعض جوانب الثقافة الكردية هي قريبة من أن الشعوب الإيرانية الأخرى؛ على سبيل المثال كل منهم احتفال بعيد النوروز كما في اليوم العام الجديد، الذي يحتفل به في 21 مارس اذار.

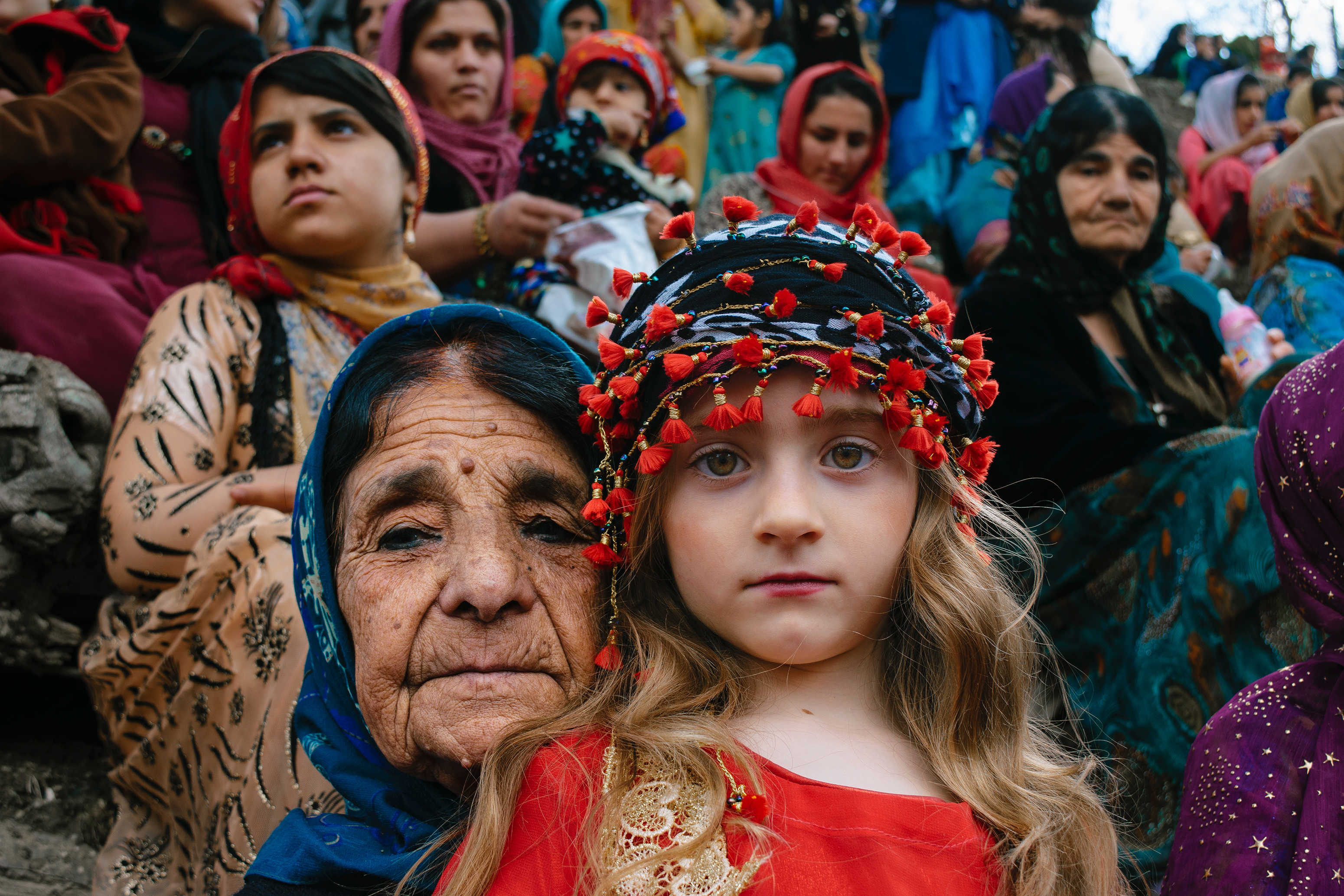
جدة مع حفيذتها في عيد النوروز

## الديانة المعتقدات
للأكراد ديانات مختلفة تبعًا لارتباطاتهم العرقية والبلد الذي يعيشون فيه. الدين الأكثر شيوعًا بين الأكراد هو الإسلام السني، الذي يعتنقه 98% من الأكراد المقيمين في كردستان العراق. أما أكراد تركيا، فيشكل العلويون 30% من إجمالي عدد سكانهم الذي يتراوح بين 15 و22 مليون كردي، بينما يتبع 68% منهم الإسلام السني.

## الفنون و الفلكلور
- الدبكة الكردية

## اللباس و الأزياء
تعتبر الملابس التقليدية للأكراد جزءًا مهمًا من ثقافتهم وهويتهم، حيث تعكس تاريخهم الغني وأسلوب حياتهم الفريد. تمتاز هذه الأزياء بألوانها الزاهية، وأنسجتها المتينة، وتصاميمها التي تعكس تأثيرات الجغرافيا والتقاليد العريقة. وعلى الرغم من تطور الزمن ودخول الأزياء الحديثة، لا تزال الملابس الكردية تحظى بمكانة خاصة في المناسبات والاحتفالات القومية.

### ملابس الرجال الأكراد
يتكون الزي الرجالي الكردي من نوعين رئيسيين:
- بشم وبركيز: وهو منتشر في كردستان تركيا وسوريا وأجزاء من العراق، ويتألف من سترة وسروال فضفاضين من نفس اللون. يُضاف إلى هذا الزي وشاح يُلف حول الخصر يسمى شوتك، وغطاء رأس يعرف بـجمداني. تُصنع هذه الملابس يدويًا من صوف الخراف والماعز، نظرًا لصعوبة إنتاج قماشها صناعيًا، وتقتصر ألوانها على الأسود، الأبيض، الأزرق، البني، والرمادي.
- كورتك وشروال : وهو منتشر في كردستان إيران والعراق، ويتكون من سترة وسروال مع حزام وغطاء رأس، إلا أنه يُصنع من الأقمشة الحديثة المستخدمة في الملابس الغربية، ما يمنحه ألوانًا وتصاميم متنوعة.

### ملابس النساء الأكراد
يتكون زي المرأة الكردية من عدة قطع، تبدأ بغطاء الرأس المعروف باسم الهريتين، والذي يتألف من قطعتين ملونتين، إحداهما تغطي الرأس والأخرى تتدلى فوقها. في المناطق الريفية، يُستخدم وشاح مزخرف بخيوط لامعة يُعقد أسفل الرقبة. أما الثوب الرئيسي، فيُعرف باسم الفقيانة، وهو طويل يمتد حتى أسفل القدمين، وعادةً ما يُصنع من قماش شفاف حريري، ويُرتدى تحته قميص داخلي ناعم. تُضاف إلى هذا الزي سترة قصيرة بلا أكمام ذات لون داكن وغير شفاف، ما يجعلها خلفية عاكسة للثوب الشفاف. تُحزم المرأة بحزام رفيع من الصوف أو حزام ذهبي سميك، بينما يكون السروال عريضًا ومريحًا.

## الطبخ

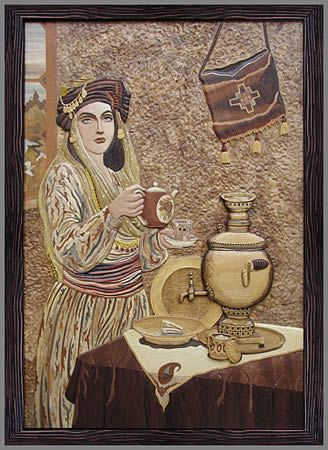
لوحة تشكيلية إمرأة كردية مع ادوات مطبخ

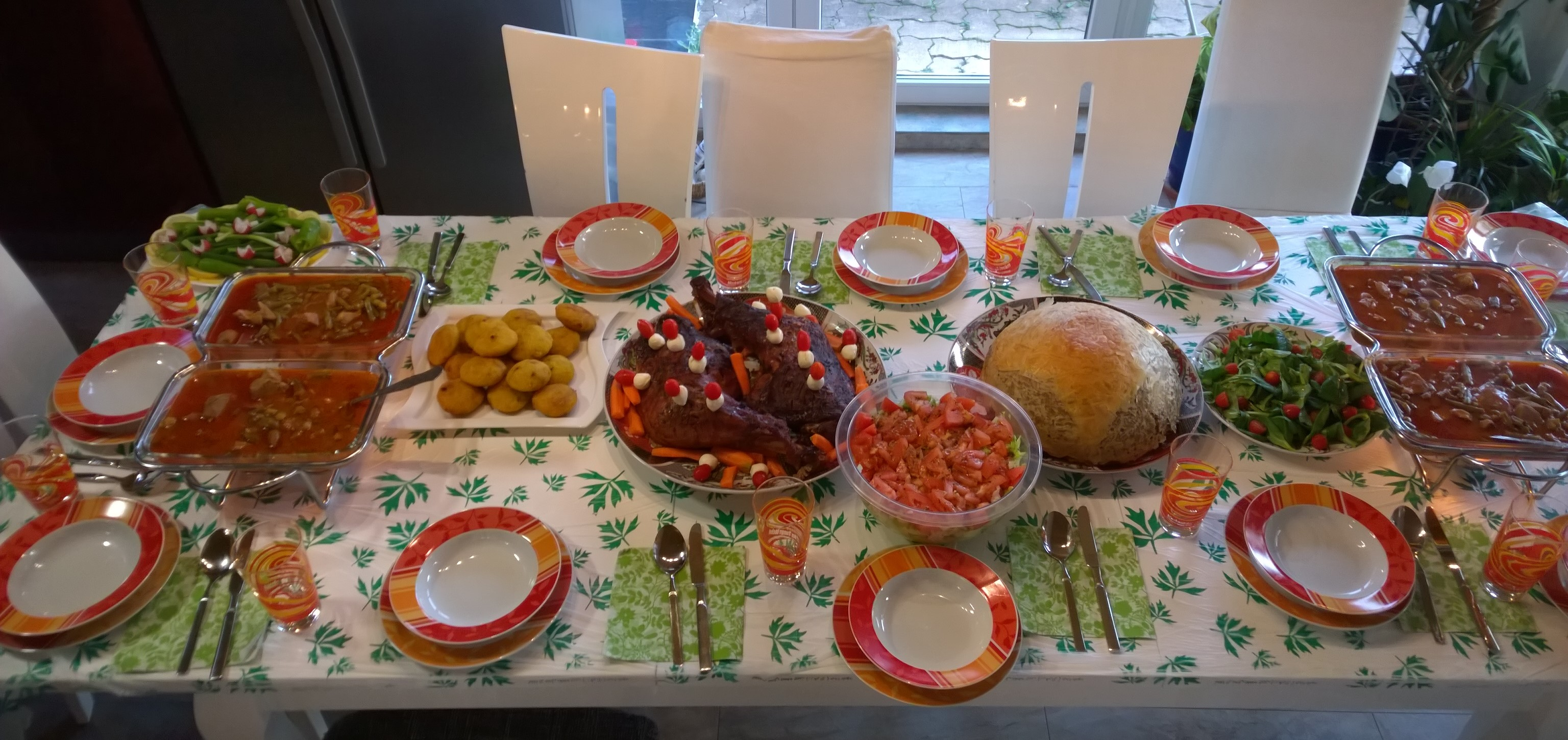
طبخ كردي